# Dinosauri combattenti

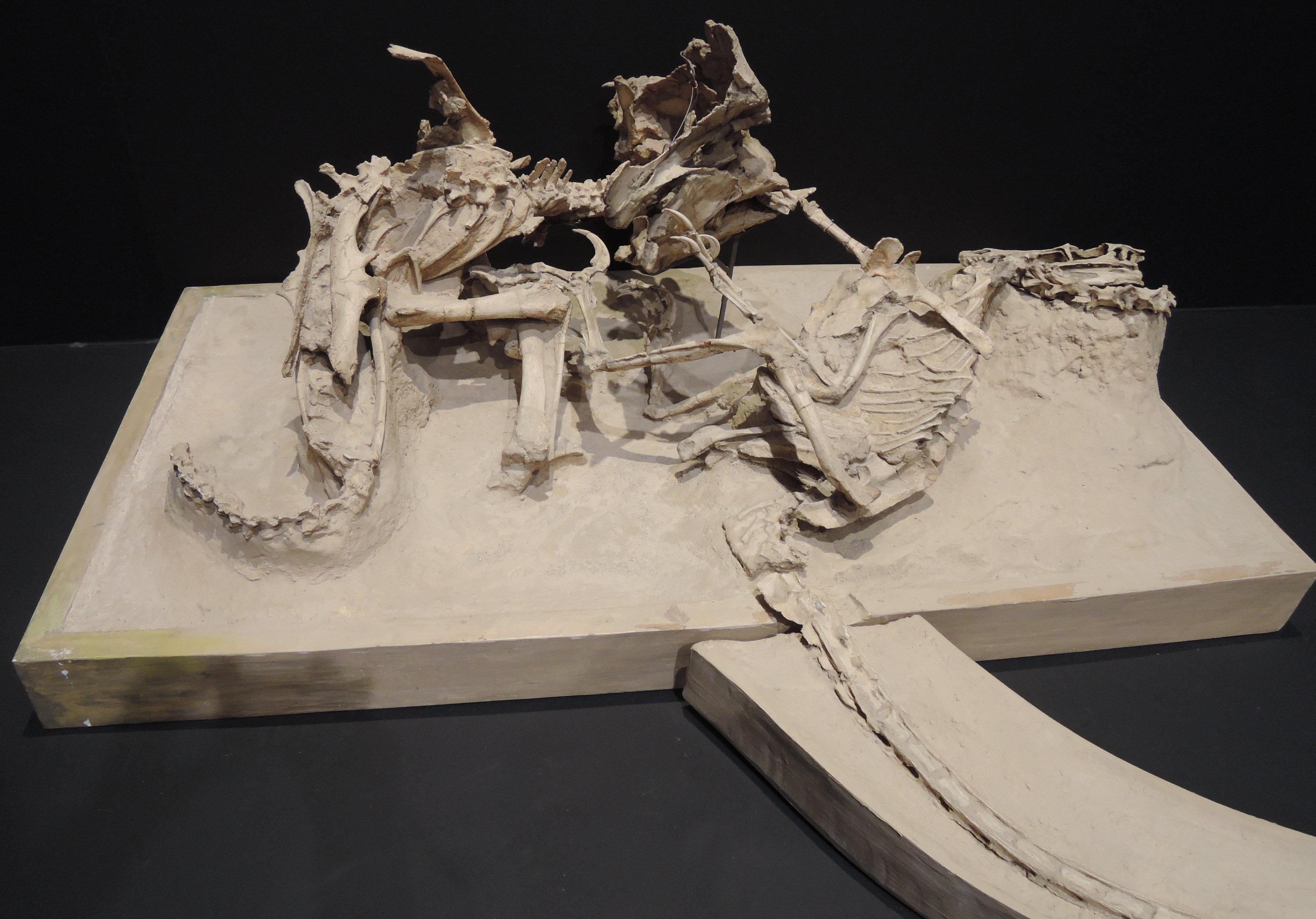
Calco dei dinosauri combattenti, al Museo della scienza della città di Nagoya, Giappone (2014)

I Dinosauri Combattenti (en. Fighting Dinosaurs) è il nome dato ad un esemplare fossile ritrovato nella Formazione Djadokhta del Cretaceo superiore in Mongolia nel 1971. L'esemplare conserva un Protoceratops andrewsi (un dinosauro ceratopsiano) e un Velociraptor mongoliensis (un dinosauro dromaeosauride) avvinghiati in combattimento, risalenti a circa 75-71 milioni di anni fa, e fornisce una prova diretta di comportamento predatorio o agonistico tra i due dinosauri non-aviari. I due animali sono avvinghiati tra di loro, con il Velociraptor sdraiato sul dorso con gli arti posteriori che puntano verso la gola ed il ventre del Protoceratops, con l'artiglio falciforme del piede similmente conficcato nel collo dell'erbivoro. Il Protoceratops, invece, sovrasta il predatore mordendo e immobilizzando la mano del suo aggressore. La scoperta dell'esemplare ha portato a diverse ipotesi su come i due animali si siano conservati insieme con relativa completezza. Sono state proposte diverse ipotesi, tra cui l'idea che i due animali fossero annegati insieme, sepolti per il crollo di una duna o durante una tempesta di sabbia, o in alternativa che non fossero effettivamente stati sepolti simultaneamente.

## Storia della scoperta

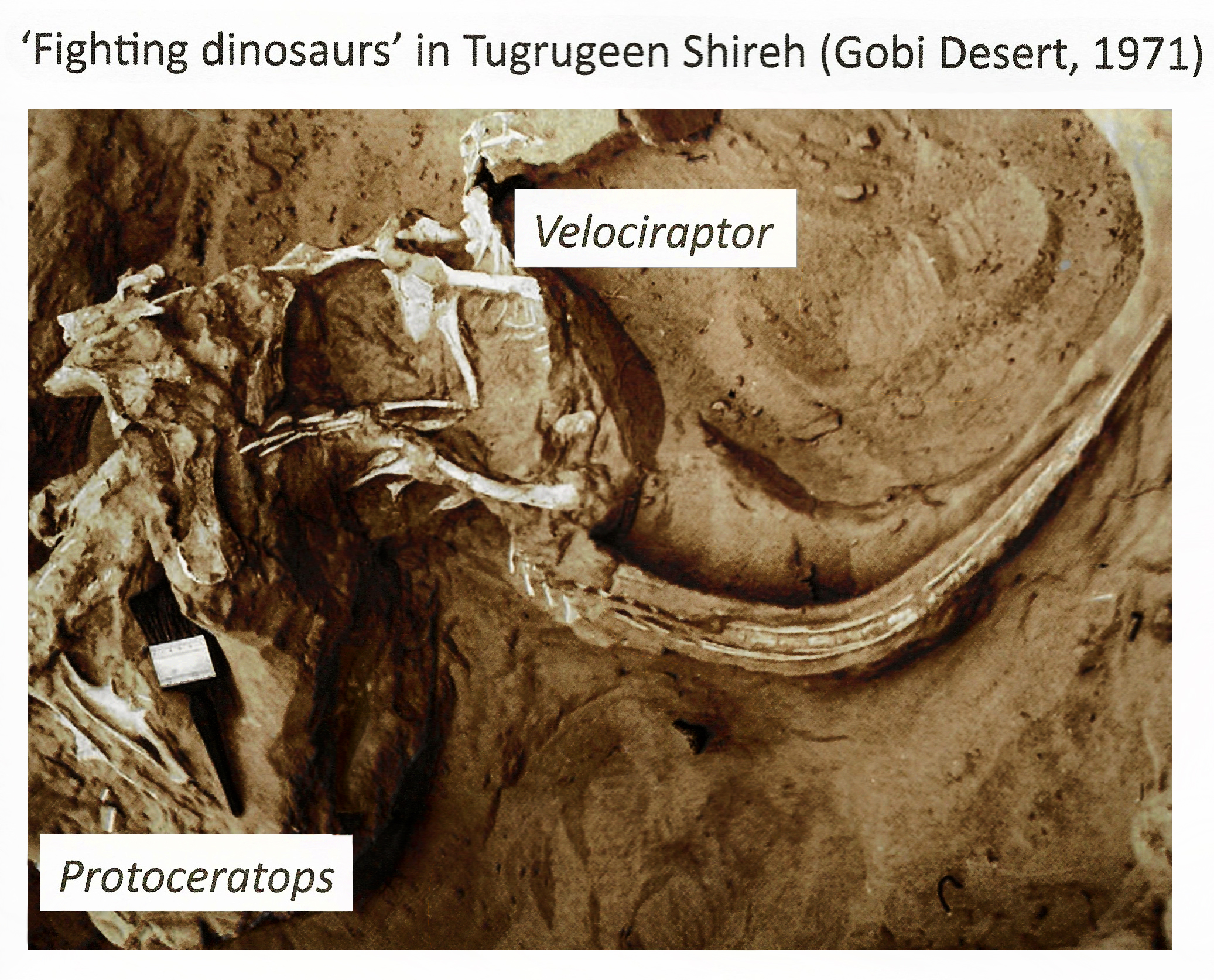
Fossile dei Dinosauri Combattenti trovato in situ nel 1971

Tra il 1963 e il 1971, vennero condotte diverse spedizioni paleontologiche polacco-mongole nel deserto del Gobi con l'obiettivo di trovare fossili. La spedizione del 1971 visitò diverse località delle formazioni Djadokhta e Nemegt, scoprendo gli strati inferiori di quest'ultima. In quell'anno, il 3 agosto, durante il lavoro sul campo di un team composto dai paleontologi Tomasz Jerzykiewicz, Maciej Kuczyński, Teresa Maryańska, Edward Miranowski, Altangerel Perle e Wojciech Skarżyński, furono trovati diversi fossili di Protoceratops e Velociraptor nella località Tugriken Shire della Formazione Djadokhta, incluso un blocco contenente una coppia di essi. Gli individui di questo blocco furono identificati come un P. andrewsi alle prese con un V. mongoliensis. Sebbene le circostanze della loro sepoltura fossero sconosciute, la loro posa indicava che morirono simultaneamente in un combattimento mortale.
La presenza dell'esemplare sul campo fu notata grazie ai frammenti di cranio sovrapposti del Protoceratops sui sedimenti, che alla fine portarono allo scavo dell'intero esemplare, che venne presto soprannominato i Dinosauri Combattenti (in inglese Fighting Dinosaurs). L'individuo di P. andrewsi è catalogato con il numero di esemplare MPC-D 100/512 mentre l'esemplare di V. mongoliensis è catalogato come MPC-D 100/25 (conservato presso il Mongolian Paleontological Center; originariamente GIN o GI SPS). Nel 2000, l'American Museum of Natural History organizzò la mostra itinerante Fighting Dinosaurs: New Discoveries from Mongolia che si concentrava principalmente sugli importanti fossili mongoli ritrovati durante queste spedizioni, con particolare enfasi sull'esemplare. L'esemplare è oggi considerato un tesoro nazionale della Mongolia.

## Età geologica
La Formazione Djadokhta, l'unità in cui sono stati rinvenuti i Dinosauri Combattenti, è un'importante formazione geologica sedimentaria e fossilifera che è stata ampiamente studiata nel corso degli anni. Tuttavia, stimare l'età esatta della formazione e, per estensione, quella della sua fauna fossile è stato problematico, data la mancanza di sezioni stratigrafiche ottimali e piante fossili per correlare (mettere in equivalenza) formazioni geologiche adiacenti. Tuttavia, gli esami sugli strati della formazione effettuati da Demberelyin Dashzeveg e dal team nel 2005 la separano in due membri geologici: un Membro Bayn Dzak inferiore (più vecchio) e un Membro Turgrugyin superiore (più giovane), con paleoambienti deposizionali simili. I Dinosauri Combattenti provengono dalla località Tugriken Shire, che appartiene al Membro Turgrugyin. Le datazioni magnetostratigrafiche eseguite dal team delle località di Bayn Dzak e Tugriken Shire suggeriscono che la formazione si sia depositata in modo intricato circa 75-71 milioni di anni fa durante la fase Campaniana del Cretaceo superiore, collocando quindi la fauna fossile e i dinosauri combattenti all'interno di questa era geologica.

## Interpretazioni

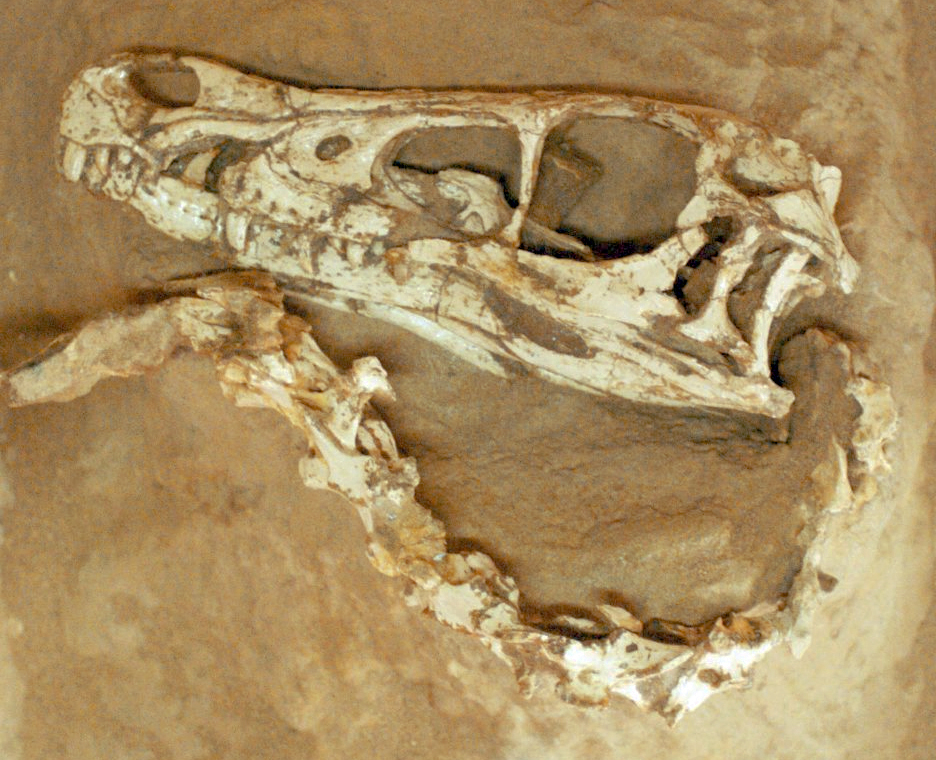
Cranio di MPC-D 100/25 (Velociraptor mongoliensis)

Nel 1974, il paleontologo mongolo Rinchen Barsbold avanzò una spiegazione sulla possibile formazione di questo fossile: Barsbold suggerì che durante la lotta i due animali finirono in delle sabbie mobili o in un bacino d'acqua palustre, trascorrendo gli ultimi momenti della loro lotta sott'acqua. Nel 1993, il paleontologo polacco Halszka Osmólska propose che durante la lotta mortale una grande duna potrebbe essere crollata, seppellendo simultaneamente sia Protoceratops che Velociraptor. In alternativa, Velociraptor potrebbe aver rovistato nella carcassa del Protoceratops già morto, rimanendovi avvinghiato per poi essere sepolto e infine ucciso da un evento sconosciuto.
Nel 1995, David M. Unwin e colleghi sostennero che l'ipotesi di Osmólska fosse improbabile, poiché vi erano numerose indicazioni di una morte simultanea. Il Protoceratops era in una posizione semi-eretta e il suo cranio è orientato orizzontalmente, il che non sarebbe stato possibile se l'animale fosse già stato morto. Il Velociraptor ha la mano destra intrappolata nelle fauci del Protoceratops mentre la sinistra sembra graffiare il cranio dell'avversario. Siccome il predatore giace sul dorso con gli arti diretti verso l'addome e la gola della preda, è improbabile che il Velociraptor stesse cercando cibo. Unwin e colleghi esaminarono anche i sedimenti che circondavano l'esemplare e conclusero che la coppia era stata sepolta viva da una tempesta di sabbia o dal crollo di una duna. Pertanto dedussero che gli animali morirono in un duello mortale, con Velociraptor che tentava di ferire il Protoceratops sferrando calci all'addome e alla gola, mentre l'erbivoro si difendeva mordendo l'arto anteriore del suo aggressore mentre cercava di schiacciarlo con il proprio corpo. Unwin e colleghi ipotizzarono persino che alcune popolazioni di Velociraptor fossero consapevoli che i Protoceratops si accovacciassero durante le forti tempeste di sabbia, utilizzando queste occasioni per coglierli di sorpresa.

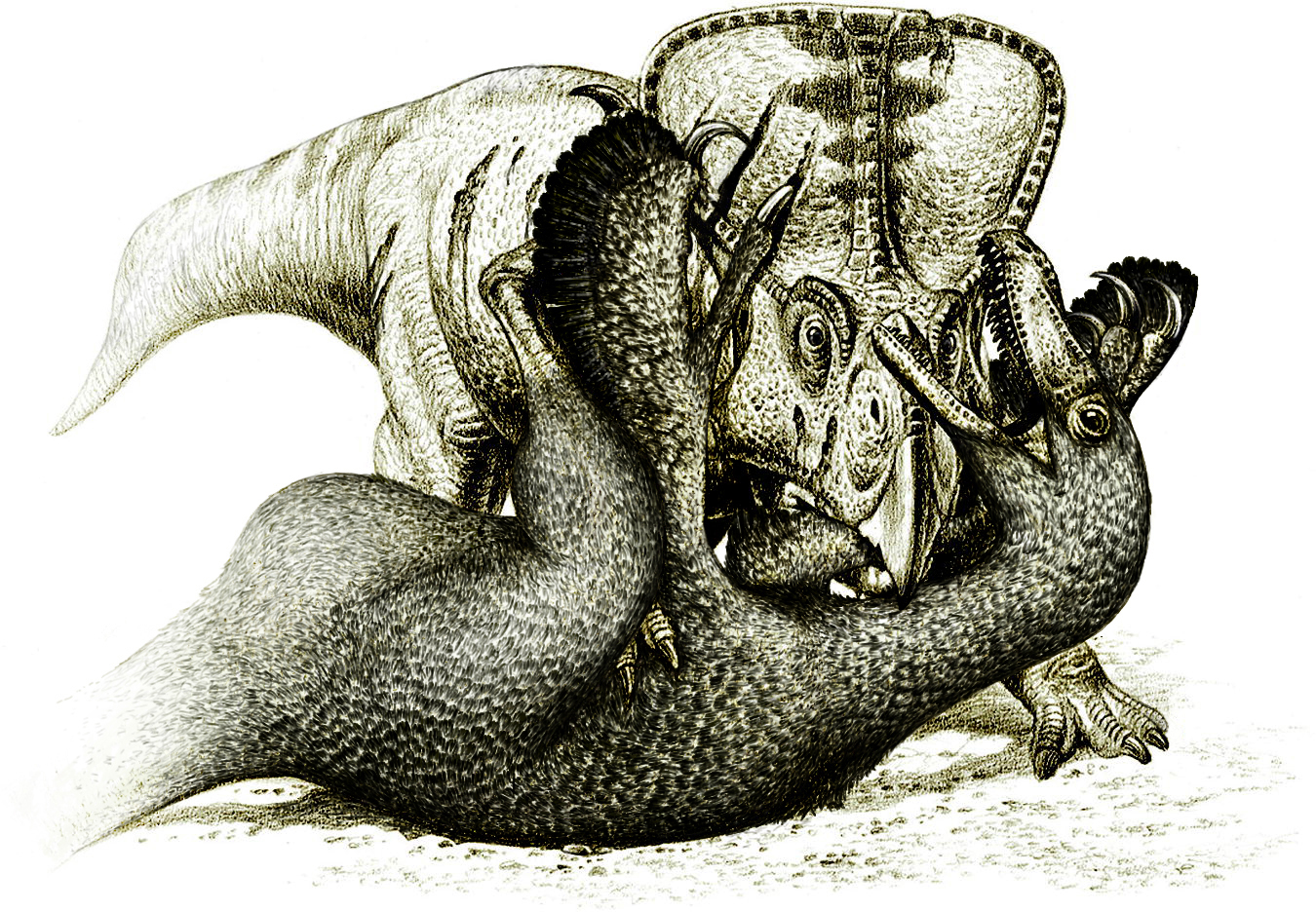
Ricostruzione artistica della lotta

Nel 1998, Kenneth Carpenter suggerì un altro scenario in cui le molteplici ferite inferte dal Velociraptor alla gola del Protoceratops avessero portato quest'ultimo a morire dissanguato. Come suo ultimo tentativo di difesa, il Protoceratops morse la mano destra del predatore e lo intrappolò sotto il suo stesso peso, causando la morte e l'eventuale disseccamento del Velociraptor. Gli arti mancanti del Protoceratops sarebbero in seguito stati strappati via dagli spazzini. Infine, entrambi gli animali furono sepolti da sedimenti sabbiosi. Dato che l'esemplare di Velociraptor è relativamente completo, Carpenter suggerì che potrebbe essere stato completamente o parzialmente sepolto dalla sabbia. Carpenter concluse affermando che i Dinosauri Combattenti è tra gli esemplari fossili che forniscono prove dirette che i teropodi non-aviari fossero predatori attivi e non spazzini rigorosi.

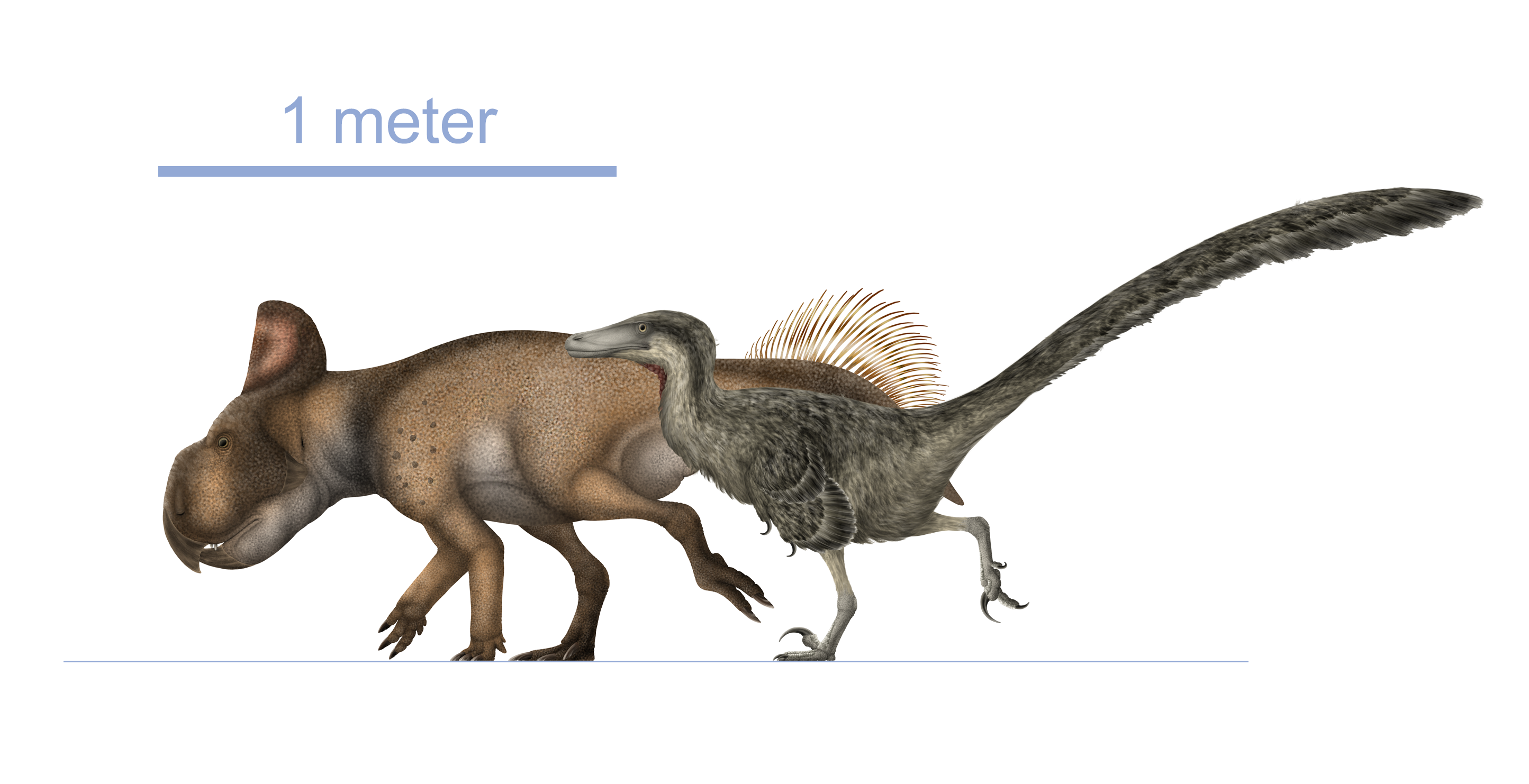
Ricostruzione e dimensioni dei due contendenti fianco a fianco

Nel 2016, Barsbold segnalò diverse anomalie nell'individuo di Protoceratops: entrambi i coracoidi presentavano piccoli frammenti ossei indicativi di una rottura della cintura pettorale, e l'arto anteriore destro e lo scapolocoracoide sono strappati verso sinistra e all'indietro, rispetto al torso dell'animale. Barsbold concluse che lo spostamento prominente degli elementi pettorali e dell'arto anteriore destro sia stato causato da una forza esterna che ha cercato di strapparli via. Barsbold ha suggerito che altri animali spazzini fossero gli autori più probabili di queste anomalie poiché al Protoceratops mancano altri elementi del corpo e questo evento si è probabilmente verificato dopo la morte di entrambi gli animali o durante un momento in cui il movimento non era possibile. Poiché si ritiene che Protoceratops vivesse in gruppi, un'altra ipotesi è che i membri del gruppo a cui apparteneva l'esemplare avesse cercato di tirare fuori il Protoceratops già sepolto, causando la dislocazione degli arti. Tuttavia, Barsbold ha sottolineato che non ci sono tracce correlate a supporto di quest'ultima interpretazione. Infine, Barsbold ha ricostruito il corso del combattimento con il Protoceratops che ha colpito violentemente il Velociraptor con il cranio facendolo finire sotto di se, portando il predatore ad usare i suoi artigli falciformi per ferire i punti vitali nella regione della gola e del ventre, cercando di afferrare con le mani la testa dell'erbivoro, portando il Protoceratops a bloccare la mano del predatore con il suo potente becco. Prima della loro sepoltura, il combattimento si è concluso a terra con il Velociraptor sdraiato sulla schiena sotto il Protoceratops. Dopo la sepoltura, spazzini di vario genere avrebbero tirato agli arti del Protoceratops sepolto verso sinistra e all'indietro, separando leggermente il Protoceratops e il Velociraptor.